# Caballococha

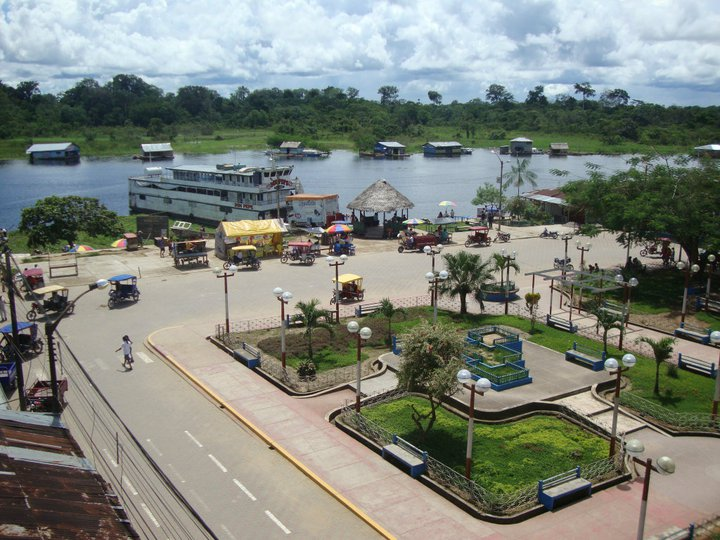
Caballococha

Caballococha é uma cidade do Peru, pertencente à província de Mariscal Ramón Castilla na região de Loreto, nordeste do Peru. Está localizada na margem direita do Rio Amazonas em Caballococha,
muito perto do trapézio amazônico.
É a capital da província de Mariscal Ramón Castilla e do distrito Ramón Castilla. Tem uma população de 25.000 habitantes (2014).
Sem dúvida, esta pequena cidade e como uma porta de entrada e saída para o Peru, já que este inferior a 50 km de Bellavista, Santa Rosa (Peru), Leticia (Colômbia) e Tabatinga (Brasil), no Rio Amazonas.

## Geografia
Caballococha situa-se a uma distância de 325 km da cidade de Iquitos, latitude sul de 3º34´ e longitude 70º55´ oeste, à altitude de 60 m na margem esquerda do lago Caballococha, cuja boca está a cerca de 3 km.

## Turismo
Tanto a cidade e província de desempenham um papel importante na comunicação de fronteira com países vizinhos como Brasil e Colômbia. A cidade tem também os serviços básicos para atender aos turistas que visitam o lugar. A área possui uma grande diversidade biológica (ecossistemas, espécies e material genético de grande importância), belas paisagens naturais e uma população indígena, composta de diferentes grupos étnicos que compõem uma das atrações de grande interesse para os turistas nacionais e estrangeiros.